# 금군
금군(禁軍)은 7세기 당나라 황제의 친위대이다. 안사의 난(755년-763년) 이후 당 황실이 직접 통제할 수 있는 군대는 금군밖에 남지 않게 된다.
당 고조 이연은 당을 개창하기 전 태원에 기반하고 있었다. 617년 거병했을 때 따르는 군사는 3만 명이었으나 수말당초의 다른 군벌들을 제압하는 과정에서 20만 명까지 늘어났다. 통일 이후 동원을 해산하고 나서도 군에 남은 3만 명에게 위수 북쪽의 땅을 봉읍으로 내리고 친위대로 삼았다. 이들을 원종금군(元從禁軍)이라 했으며 금군의 전신이 된다. 이후 제국 전역의 방비는 부병제에 의해 지탱되었고, 원종금군은 수도와 황궁을 호위했다.
당 태종 치세 초기에 황궁 북문에 궁술에 뛰어난 병사 백여 명을 주둔시켰는데, 이들을 백기(百騎)라 했으며 황제의 사냥철에 동행했다. 또한 7개 중대 규모의 날래고 힘센 병사들을 골라 북아금군(北衙禁軍)이라 하고 역시 친위병력으로 삼았다. 이런 식으로 황궁 주변에 주둔되는 친위병력이 점차 늘어났다. 
662년, 고종은 부병들 중 뛰어난 기병, 궁병, 보병을 골라 우림군(羽林軍)을 창설하고 황궁 숙위를 맡겼다. 측천무후는 백기를 천기(千騎)로 확대시켰고, 중종 때 만기(萬騎)가 되었다. 만기는 위후 세력의 주요 병력으로 구실했고, 현종으로 즉위하게 될 이융기가 710년 만기에 숙청을 한 뒤 용무군(龍武軍)으로 개칭했다. 용무군에는 개국공신의 후예들만 입대시켰다.
755년 안록산이 난을 일으키면서 부병제가 붕괴했고, 현종이 수도를 탈출할 때 따르는 병사는 천여 명의 금군 뿐이었다. 현종은 태자에게 양위했고 즉위한 숙종은 757년 신무군(神武軍)이라는 친위대를 새로 창설했다. 신무군은 이전의 금군들에 비해 입대 요건이 낮아져 고위층 자제가 아니라도 입대할 수 있었다.
안사의 난 와중 근황파 절도사 가서한이 토번 국경에 주둔하던 군대를 이끌고 중원으로 와 황제에게 합류했다. 가서한이 데려온 군대는 환관 어조은이 통솔하게 했고 신책군(神策軍)이라 명명했다. 신책군은 763년 대종이 장안성을 토번군으로부터 탈환하는 데 기여했고, 이후 중앙군 주력이 되었다. 신책군이 좋은 대우를 받자 그 반대급부로 다른 금군들은 양과 질 양면에서 크게 쇠락하였다. 신책군의 지휘권은 환관들의 손에 떨어졌고, 880년 황소의 난이 일어났을 때는 신책군도 유명무실해져 있었다.
903년 주온이 당 황제를 폐하고 장안성의 환관들을 모조리 도륙내면서 마지막 금군인 신책군도 해산되었다.

## 참고 자료
- New History of Tang, Volume 56, Chapter 40 - Tang's Military 《新唐书·卷五十六·志第四十·兵》 보관됨 2011-07-12 - 웨이백 머신